# Parkman
Parkman és una concentració de població designada pel cens dels Estats Units a l'estat de Wyoming. Segons el cens del 2010 tenia 151 habitants. Segons el cens del 2000, hi havia 52 habitatges, i 39 famílies. La densitat de població era de 4,8 habitants/km².